# Smîrenivka, Mîhailivka
Smîrenivka (în ucraineană Смиренівка) este un sat în așezarea urbană Prîșîb din raionul Mîhailivka, regiunea Zaporijjea, Ucraina.

## Demografie
Componența lingvistică a localității Smîrenivka
     Ucraineană (70,33%)
     Rusă (27,47%)
     Belarusă (2,2%)
Conform recensământului din 2001, majoritatea populației localității Smîrenivka era vorbitoare de ucraineană (70,33%), existând în minoritate și vorbitori de rusă (27,47%) și belarusă (2,2%).